# Метју ван дер Пул
Метју ван дер Пул (хол. Mathieu van der Poel; Кепелен, 19. јануар 1995) холандски је професионални бициклиста који тренутно вози за UCI ворлд тур тим — Алпесин—декунинк, а такмичи се у циклокросу, у друмском, брдском и бициклизму по шљунку. Три пута је освојио Ронде ван Фландерен и Париз—Рубе, два пута Дварс дор Фландерен, Милано—Санремо и Е3 Саксо банк класик, док је по једном освојио Брабантсе пајл, Тур од Бритејн, Бинкбанк тур, Амстел голд рејс, Страде Бјанке, Гран при сајклисте де Монтреал и Гран при Валоније. Једном је освојио Свјетско првенство у друмској вожњи, гдје је такође освојио једну бронзану медаљу, а два пута је освојио национално првенство у друмској вожњи. Седам пута је освојио Свјетско првенство у циклокросу, три пута Европско и шест пута национално, по једном је освојио Европско и национално првенство у крос-кантрију у оквиру брдског бициклизма, док је једном освојио Свјетско првенство на шљунку, гдје је освојио и једну бронзану медаљу. Једини је возач који је освојио Свјетско првенство и у друмској вожњи и у циклокросу у истој сезони. 
Као јуниор освојио је Свјетско првенство у друмској вожњи 2013. године, као и Свјетско првенство у циклокросу 2012. и 2013. чиме је постао први возач који је освојио првенство два пута у јуниорској конкуренцији.
Његов старији брат Давид је такође професионални бициклиста који се такмичи само у циклокросу. Његов отац Адри ван дер Пул и дједа са мајчине стране Ремон Пулидор су такође били професионални бициклисти. Адри ван дер Пул је шест пута освојио национално првенство у друмској вожњи, као и једном Свјетско првенство у циклокросу, Пулидор је освојио Вуелта а Еспању и кроз већи дио каријере је водио борбу са Жаком Анкетилом на Тур де Франсу.
Од почетка јуниорске каријере водио је велику борбу са Ваутом ван Артом у циклокросу, а касније и на друму кад је почео професионалну каријеру. На Ронде ван Фландерену 2020. њих двојица су отишла у бијег и дошли су на циљ сами, а Ван дер Пул је побиједио у спринту. На Гент—Вевелгему 2020. Ван Арт га је оптужио да му је било важније да спријечи њега да побиједи него да се и сам бори за побједу, након што је Ван дер Пул реаговао на сваки напад Ван Арта а пуштао је друге возаче да оду.